# 讓-皮埃爾·勒布德爾
讓-皮埃爾·雷保德（法語：Jean-Pierre Lebouder，生於1944年）是中非共和國總理，任期自1980年11月12日至1981年4月3日為止。另外在2003年12月至2004年8月期間，他也曾經擔任過中非共和國財政部部長。